# Poroderma pantherinum
Poroderma pantherinum es una especie de peces de la familia Scyliorhinidae en el orden de los Carcharhiniformes.

## Morfología
• Los machos pueden llegar alcanzar los 84 cm de longitud total.

## Reproducción
Es ovíparo, un huevo/oviducto

## Depredadores
En Sudáfrica es depredado por Notorynchus cepedianus .

## Hábitat
Es un pez  de clima tropical y asociado a los  arrecifes de coral que vive hasta los 256 m de profundidad.

## Distribución geográfica
Se encuentran en Sudáfrica.